# Whiteberry
A Whiteberry (ホワイトベリー) öttagú japán pop-rock hangszeres lányegyüttes volt, melyet 1994-ben alapítottak a hokkaidói Kitamiban. Ugyan Japán területén kívül kultuszstátuszon felül nem voltak képesek elérni semmit, azonban az együttes a kiadványaival és fellépéseivel nagy rajongótáborra tett szert.

## Az együttes története
A zenekart 1994-ben alapították, miközben a gyermekkoruk óta jó barátságot ápoló tagjai – Maeda Juki énekes, Inacuki Aja gitáros, Haszegava Jukari basszusgitáros, Mizuszava Rimi billentyűs és Kavamura Erika dobos – még általános iskolába jártak. Az együttesre néhány évvel és helyi fellépések sora után felfigyeltek a Judy and Mary népszerű japán rockegyüttes tagjai, majd 1999-ben a Sony Music Japan kiadó lemezszerződést ajánlott nekik.
Az együttes akkoriban még középiskolás tagjai After School címmel megjelentették első középlemezüket, melyet gyorsan több kislemez követettet, melyek a negyediket, a Jitterin’ Jinn Nacu macuri című slágerének feldolgozását kivéve mind saját szerzemények voltak. A kislemez végül a zenekar legsikeresebb kiadványává vált, a dallal pedig megjelenése óta inkább őket és nem az eredeti előadóját azonosítják. A lendületet kihasználva (Hacu) címmel megjelentették első teljes hosszúságú stúdióalbumukat.
A Whiteberry tagjai az Akubi című ötödik kislemezük megjelenése után a középiskolai tanulmányaikra és a következő soralbumuk, a Chameleon elkészítésére összpontosítottak. Az album megjelenését három kislemez, a Szakura nakimicsi, a Pokémon animesorozat nyitófőcím dalaként is hallható Kakurenbo és a Tacsiirikinsi előzte meg. Utóbbi dal, melynek címét „határok nélkülnek” lehetne lefordítani, jó néhány szemöldököt felemelt a zenekarra nem jellemző agresszivitása és videóklipje miatt, melyben az együttes tagjai rögbiegyenruhákba bújva berontanak egy vállalati tárgyalóba, majd a tárgyalóasztal tetején előadják a számot.
A Chameleon 2002 januárjában jelent meg, a zenekritikusok pedig az elődjénél jobbnak ítélték meg. A Whiteberry néhány sötétebb témájú dalt is felvett az albumra, éles ellentétet állítva a korábban kiadott boldogabb számaikkal szemben.
Az album támogatására tartott rövid koncertsorozat után az együttes tagjai megkezdték a középiskola utolsó évét, közben 2002 végén megjelentettek három kislemezt, melyek A oldalán egy klasszikus j-pop- vagy j-rock-sláger feldolgozása, míg B oldalán egy új Whiteberry-szám hallható. Az első ilyen kiadványt, a Dzsitensa dorobót egy animált videóklip is kísért.
A Whiteberry tagjai a 2003-as év legnagyobb részét a tanulást szem előtt tartva nem koncertezéssel vagy a stúdióban töltötték, de így is elkészítettek két dalt az SD Gundam Force című televíziós animesorozathoz. A két dal 2004 februárjában egy kislemezen jelent meg, az A oldalas dal, a Sindzsiru csikara dalszövegét a zenekar tagjai együtt írták és az egyes tagok továbbtanulásáról hozott döntéséről, illetve arról szól, hogy mennyire hiányoztak egymásnak a középiskola befejezése óta. Egy héttel a kislemez megjelenése után az együttes bejelentette, hogy tíz után feloszlanak, mivel Inacuki, Haszegava, Mizuszava és Kavamura tovább fog tanulni. A zenekar 2004 márciusa végén búcsúkoncerteket adott Tokióban és Hokkaidóban. Feloszlásuk után, 2004 májusában Kiseki: The Best of Whiteberry címmel megjelent egy válogatásalbumuk, melyet egy hónappal később annak videóklipgyűjtemény-párja, a Videoberry Final követett.
Maeda Juki és Haszegava Jukari 2006-ban megalapította a négytagú Yukki pop-punk együttest, az együttes egyetlen kiadványát, a 2006 májusában megjelent Szocugjót a Deadgirls független lemezkiadó jelentette meg. Maeda 2008 áprilisában megalapította a Husky nevű zenekart. Haszegava és Mizuszava Tokióban, míg Inacuki és Kavamura Kitában él.

## Diszkográfia

### Kislemezek
- Yuki (1999. december 8.)
- Whiteberry no csiiszana daibóken (Whiteberryの小さな大冒険?, ’A Whiteberry kisnagy kalandja’) (2000. április 19.)
- Nacu macuri (夏祭り?, ’Nyári fesztivál’) (2000. augusztus 9.)
- Akubi (あくび?, ’Ásítás’) (2000. november 8.)
- Szakura namikimicsi (桜並木道?, ’Cseresznyevirággal felsorakoztatott út’) (2001. április 11.)
- Kakurenbo (かくれんぼ?, ’Bújócska’) (2001. július 18.)
- Tacsiirikinsi (立入禁止?, ’Határok nélkül’) (2001. november 21.)
- Dzsitensa dorobó (自転車泥棒?, ’Kerékpártolvaj’) (2002. szeptember 26.)
- Be Happy (2002. október 23.)
- Koe ga nakunaru made (声がなくなるまで?, ’Míg a hangom el nem megy’) (2002. november 27.)
- Sindzsiru csikara (信じる力?, ’A hit ereje’) (2004. február 11.)

### Albumok
- After School (1999. augusztus 4.)
- (Hacu) (（初）?, ’(Első)’) (2000. szeptember 1.)
- Chameleon (カメレオン?, ’Kaméleon’) (2002. január 23.)
- Kiseki: The Best of Whiteberry (2004. április 28.)
- Golden Best Whiteberry (2008. augusztus 27.)